# Calceta
Calceta är en ort i Ecuador.   Den ligger i provinsen Manabí, i den västra delen av landet, 190 km väster om huvudstaden Quito. Calceta ligger 23 meter över havet och antalet invånare är 17 286.
Terrängen runt Calceta är platt åt nordväst, men åt sydost är den kuperad. Runt Calceta är det ganska tätbefolkat, med 93 invånare per kvadratkilometer. Närmaste större samhälle är Chone, 18,1 km norr om Calceta. Omgivningarna runt Calceta är en mosaik av jordbruksmark och naturlig växtlighet.